# Blaak (water)
De Blaak was een water in Rotterdam dat in 1940 gedempt is en sindsdien bekend is als straat Blaak. De Blaak verbond de Leuvehaven in het westen met de Oude Haven in het oosten die ieder uitmondden op de Maas. De Blaak lag evenwijdig aan de Hoogstraat en werd geflankeerd door de straten Noordblaak en Zuidblaak.
De Blaak kende meerdere bruggen. Bijvoorbeeld aan de westkant de Keizersbrug die de Keizerstraat met de Posthoornsteeg verbond en aan de oostkant de Gapersbrug.

## Kades
De kades waren zo breed dat ze verdeeld konden worden in een verkeersstrook en een laad- en losgebied, met daartussen een rij bomen. Dat was vrij uniek: de meeste bomen langs Nederlandse havens en grachten werden pas geplant in de negentiende eeuw, toen de havenfunctie kwam te vervallen.
Een markant historisch gebouw aan de Zuidblaak op de hoek van de Posthoornsteeg was de Lutherse kerk, vierkant van vorm en zeer opvallend met zijn groen-koperen dak. Het gebouw is bij het bombardement in mei 1940 verloren gegaan.

## Demping
In 1867 is een gedeelte van de Blaak gedempt ten behoeve van de bouw van een nieuw postkantoor.
- Gemeinsame Normdatei: 4630358-3
- Virtual International Authority File: 248283838